# Crematogaster donisthorpei
Crematogaster donisthorpei es una especie de hormiga acróbata del género Crematogaster, familia Formicidae. Fue descrita científicamente por Santschi en 1934.
Habita en el continente africano, en Zimbabue.

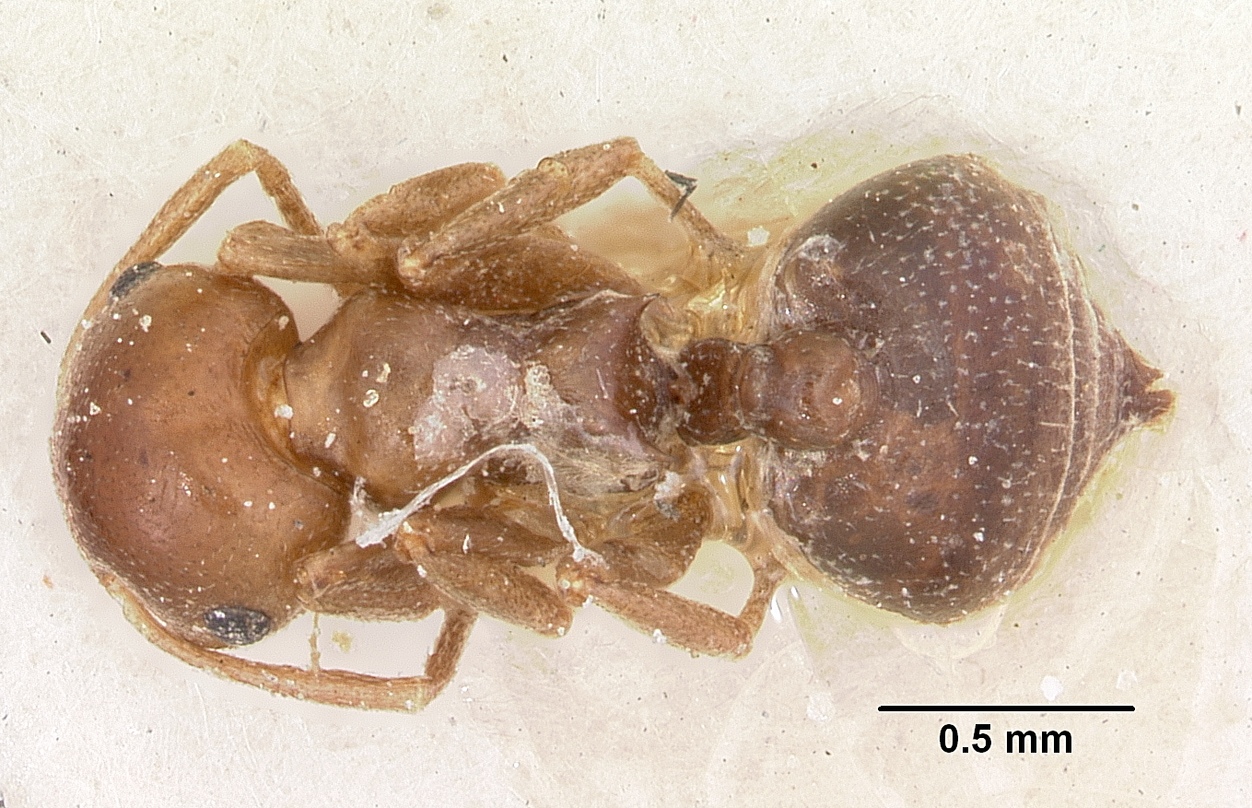
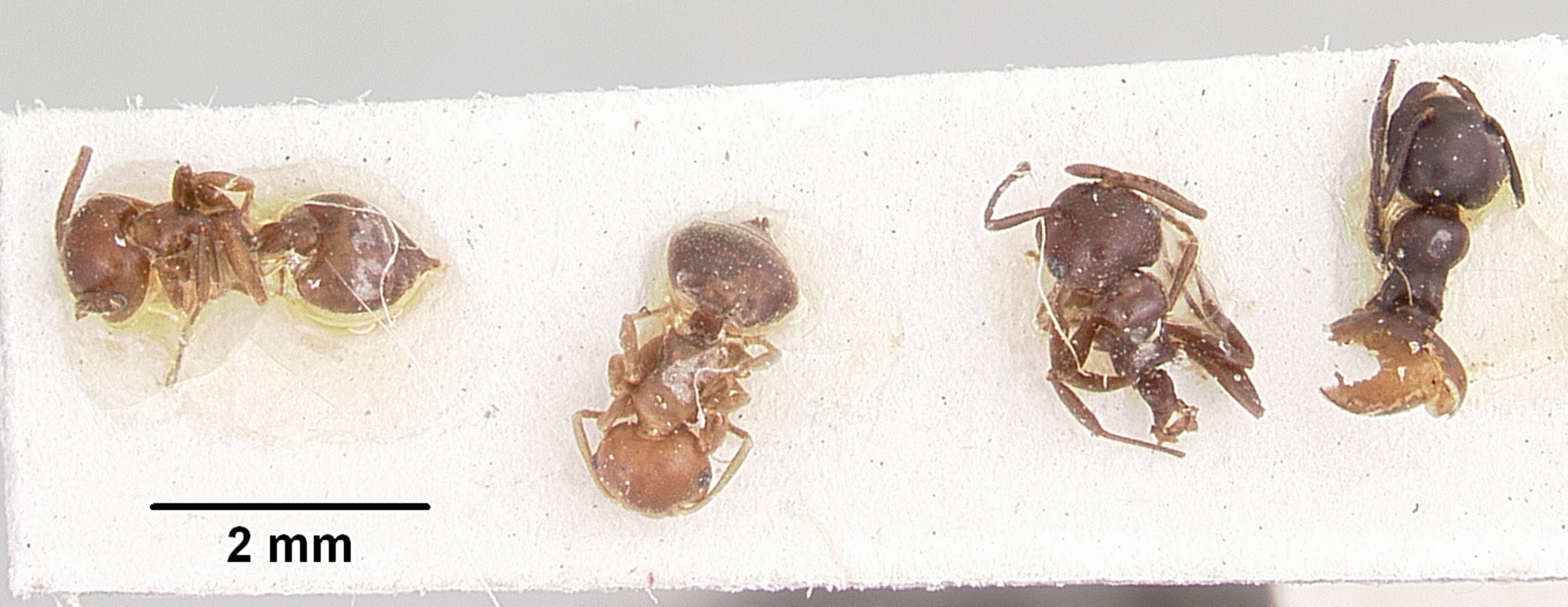
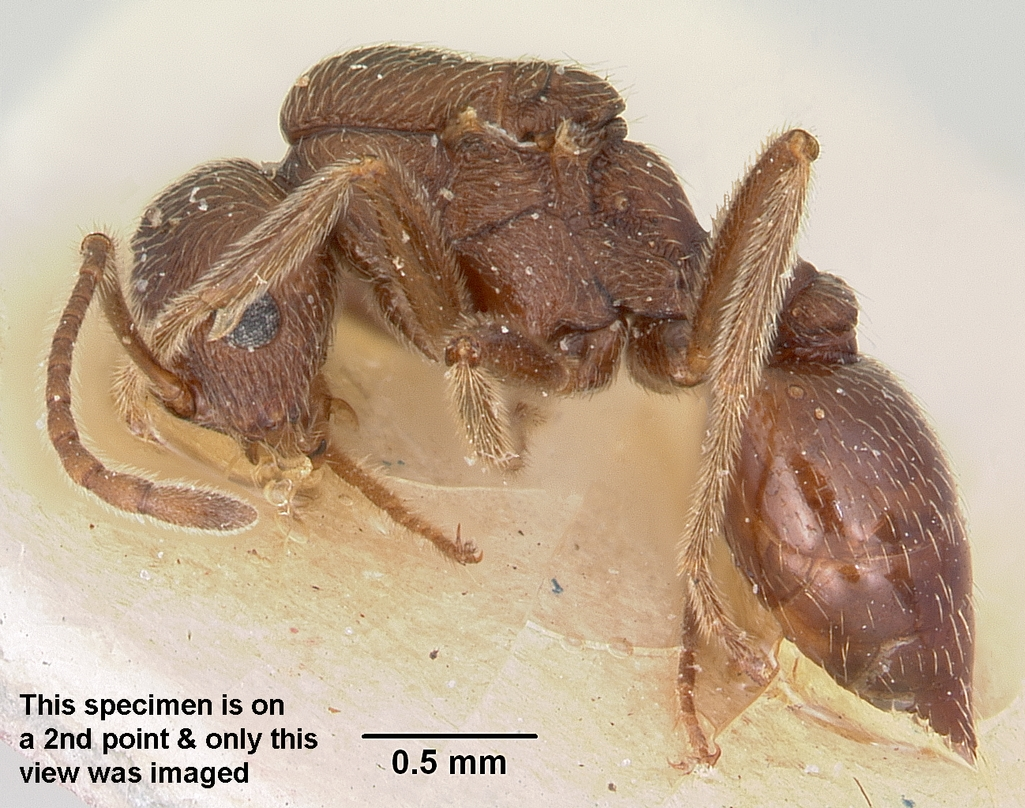
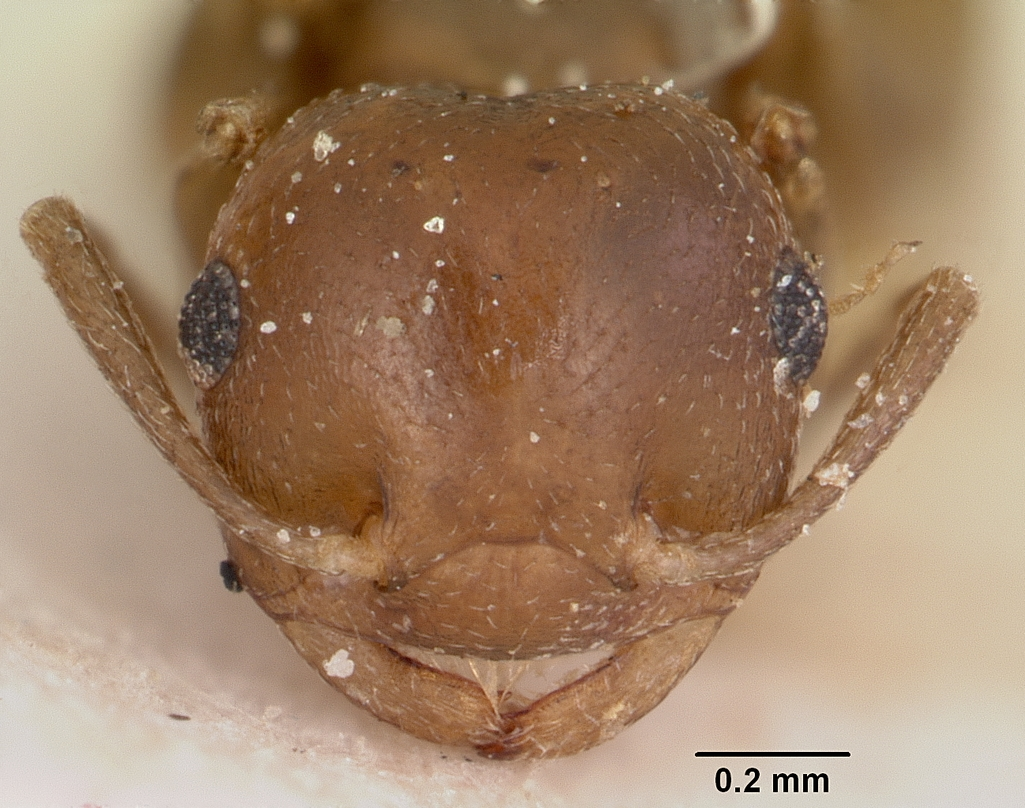